# Enterprise JavaBeans

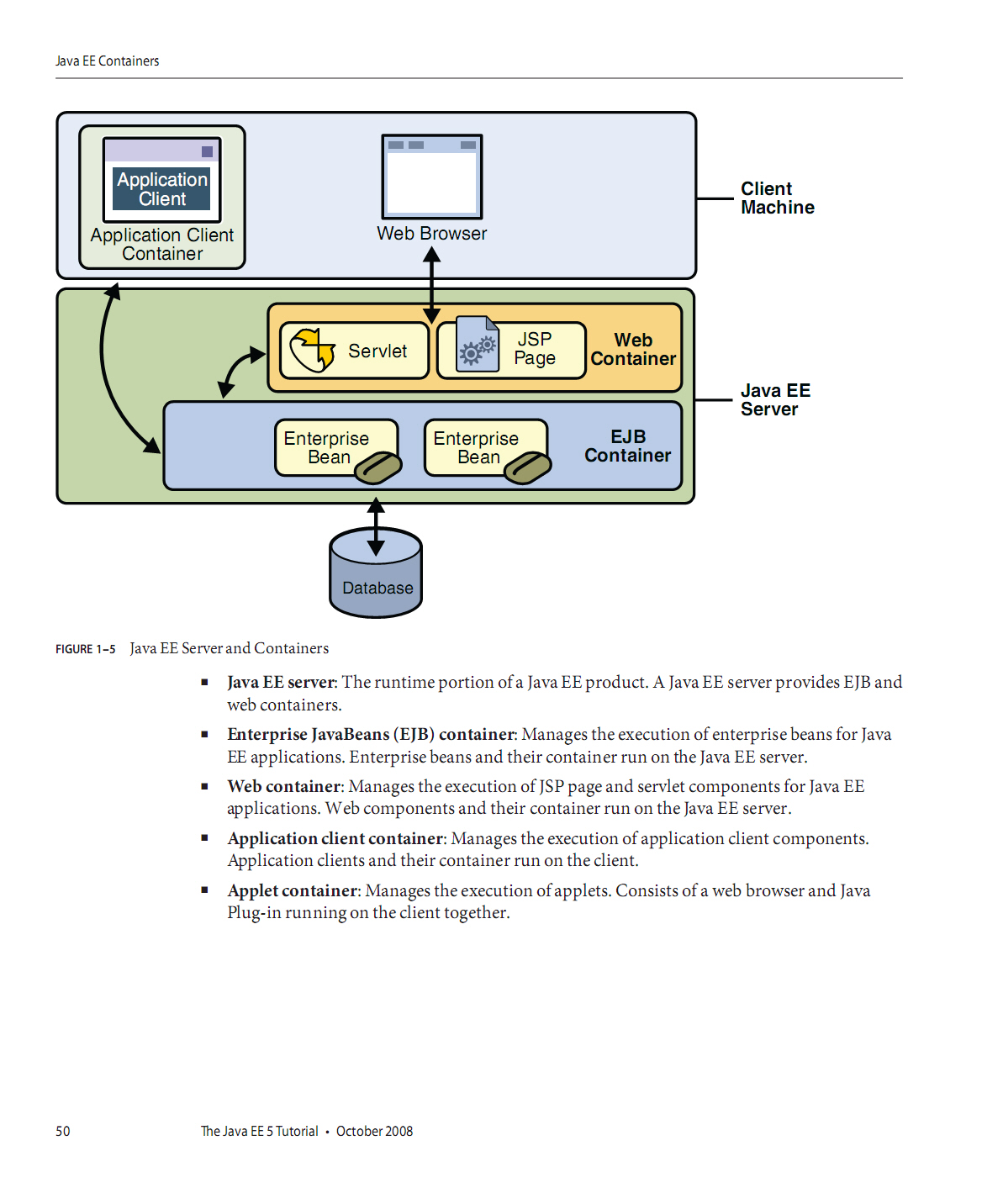
Java EE Enterprise Java Bean

Enterprise JavaBeans (EJB) é um componente da plataforma JEE que roda em um container de um servidor de aplicação. Seu principal objetivo consiste em fornecer um desenvolvimento rápido e simplificado de aplicações Java, com base em componentes distribuídos, transacionais, seguros e portáveis. Atualmente, na versão 3.2 (liberada em 28/05/2015), o EJB tem seu futuro definido conjuntamente entre grandes empresas como IBM, Oracle e HP, como também por uma vasta comunidade de programadores numa rede mundial de colaboração sob o portal do JCP.
A grande mudança entre a versão 2.1 e a versão 3.0 se refere à introdução de anotações Java, que facilitam o desenvolvimento, diminuindo a quantidade de código e o uso de arquivos de configuração XML. A plataforma J2EE providencia algumas facilidades dedicadas à camada de lógica de negócio e para o acesso a banco de dados. Através do EJB o programador utiliza a infraestrutura do servidor de aplicação voltada para o desenvolvimento de aplicações de missão crítica (de alta importância para a empresa) e de aplicações empresariais em geral.

## Tipos de EJB's
O componente EJB possui 3 (três) tipos fundamentais de beans: Entity beans, Session Beans e Message Driven Beans.

### Entity Beans (Foram removidos a partir do EJB 3.0, passando a fazer parte do JPA)
Representa um  objeto que vai persistir numa base de dados ou outra unidade de armazenamento.

### Session Beans
Executa uma tarefa para o cliente. Pode manter o estado durante uma sessão com o cliente (Subtipo "Stateful") ou não (Subtipo "Stateless").

### Message Driven Beans
Processa mensagens de modo assíncrono entre os EJB's e cuja API de mensagens é Java Message Service (JMS).

## Interfaces de Beans
Para acessar um EJB, é necessário definir as suas interfaces, que podem ser locais ou remotas. Uma interface local define o acesso ao bean somente no computador onde está sendo executado o servidor de aplicação, enquanto uma interface remota permite que o bean seja acessado também por elementos externos.